# Clara Francisca Antonetta von Westerholt zu Lembeck
Clara Francisca Antonetta von Westerholt zu Lembeck (* 1694; † 18. September 1763 in Langenhorst) war Äbtissin im Stift Freckenhorst.

## Leben

### Herkunft und Familie
Clara Francisca Antonetta entstammte als Tochter des Dietrich Konrad von Westerholt zu Lembeck (1658–1702) und seiner Gattin Maria Theodora von Waldbott zu Bassenheim einer alten westfälischen Adelsfamilie. Der Umbau des Schlosses Lembeck in den Jahren 1670 bis 1734 stand maßgeblich unter der Regie der Eltern Clara Franciscas. Die Tordurchfahrt zum Schloss trägt deswegen ihr gemeinsames Wappen. Clara Francisca hatte vier Schwestern, die alle in eine Grafenfamilie einheirateten.

### Werdegang und Wirken
Clara Francisca war bereits seit dem 19. März 1719 im Besitz der Abtei Langenhorst, als sie am 9. Dezember 1721 vom Konvent zur Äbtissin in Freckenhorst gewählt wurde. Diese Wahl wurde in einem langwierigen und kostspieligen Prozess, der bis 1726 schwebte, angefochten. Sie unterzeichnete am 20. Dezember 1721 die Wahlkapitulation, die am 8. Januar 1722 vom Ordinarius bestätigt wurde. Mit erheblicher Verspätung fand der feierliche Einzug erst am 5. November 1743 statt. Grund hierfür war das baufällige Abteigebäude und das lange Zeit dauernde Genehmigungsverfahren für den Neubau. Das Generalvikariat erhielt das Bittschreiben vom Fürstbischof Clemens August am 14. Januar 1738 und drängte das Kapitel auf Zustimmung, die schließlich am 18. Juni erteilt wurde. Diese stand unter der Bedingung, dass die Verbindlichkeiten von 6000 Reichstalern innerhalb von 12 Jahren zu tilgen sind. Clara Francisca konnte die Kredite nicht zurückzahlen, so dass es zu einem Prozess kam, in dem das Kapitel eine Reihe von Abteigütern erhielt. Dadurch verschlechterte sich die finanzielle Lage in der Abtei. In einem weiteren Prozess kam es zu einem Vergleich. Die Äbtissin erhielt jährliche Einkünfte von 7000 Reichstalern in bar sowie Naturalien. Das Kapitel behielt die Güter und die Einkünfte. Sie hinterließ eine erhebliche Schuldenlast.
Das neue Abteigebäude steht heute noch und trägt das Wappen der Äbtissin Clara Francisca. Die Nachfolgerin im Amt war Francisca Lucia von Korff zu Harkotten und Störmede.